# Asterión (hijo de Téctamo)
En la mitología griega, Asterio o Asterión (del griego Ἀστερίων, Ἀστέριος; «estrellado» o «relativo a la esfera de las estrellas fijas»), era un rey de Creta y padre adoptivo de Minos.
Diodoro nos dice que Téctamo, hijo de Doro Helénida, se hizo a la mar rumbo a Creta en compañía de eolios y pelasgos, se convirtió en rey de la isla, se casó con una hija innominada de Creteo — o Cres— y así engendró a Asterio.Durante su reinado Zeus decidió raptar a Europa desde Fenicia y se la llevó a tierras cretenses; Asterión la acogió y terminó casándose con ella. Si bien no quería tener hijos con la que había sido una de las amantes preferidas del dios, trató como un padre, educó y nombró como herederos a los hijos que su mujer había tenido con Zeus: Minos, Radamantis y Sarpedón. Algunos autores tenían a éstos como hijos de Asterión, identificándolo entonces como el raptor de Europa. El emblema de Creta (un toro) que figuraba en el barco que usó Asterión para sacarla de Fenicia se identificaría pues con el rapto de Zeus transformado en toro.
Aunque la mayoría de las versiones le niegan descendencia propia, alguna le atribuye la paternidad de Creta, una supuesta esposa de Minos. O bien Zeus engendró a Asterio con Idea, una hija de Minos.
| Predecesor: Téctamo | Reyes de Creta | Sucesor: Minos |